# Rasmus Holten
Rasmus Holten, né le 20 février 2005 à Bergen en Norvège, est un footballeur norvégien qui évolue au poste de défenseur central au SK Brann.

## Biographie

### En club
Né à Bergen en Norvège, Rasmus Holten est formé par le Fana IL puis par le SK Brann. Il signe son premier contrat professionnel avec le club le 26 février 2022.
Le 23 juillet 2025, il joue son premier match de Ligue des champions, face RB Salzbourg. Il entre en jeu à la place de Japhet Sery Larsen lors de ce match perdu par son équipe par quatre buts à un,.

### En sélection
Il est retenu avec l'équipe de Norvège des moins de 19 ans pour participer au Championnat d'Europe des moins de 19 ans en 2023.
Holten joue son premier match pour l'équipe de Norvège espoirs face à l'Irlande le 11 octobre 2024. Il entre en jeu lors de cette rencontre où les deux équipes se neutralisent (1-1 score final),.